# Ralswiek
Ralswiek (pol. Ralów) – gmina w Niemczech w kraju związkowym Meklemburgia-Pomorze Przednie, w powiecie Vorpommern-Rügen, wchodząca w skład urzędu Bergen auf Rügen.